# Liste der Bodendenkmäler in Kalchreuth
Auf dieser Seite sind die Bodendenkmäler in der mittelfränkischen Gemeinde Kalchreuth zusammengestellt. Diese Tabelle ist eine Teilliste der Liste der Bodendenkmäler in Bayern. Grundlage ist die Bayerische Denkmalliste, die auf Basis des Bayerischen Denkmalschutzgesetzes vom 1. Oktober 1973 erstmals erstellt wurde und seither durch das Bayerische Landesamt für Denkmalpflege geführt wird. Die folgenden Angaben ersetzen nicht die rechtsverbindliche Auskunft der Denkmalschutzbehörde.

## Bodendenkmäler in Kalchreuth
| Lage                          | Objekt | Akten-Nr.     | Bild |
| ----------------------------- | --- | ------------- | ---- |
| Kalchreuth (Standort)         | Archäologische Befunde im Bereich des hoch- bzw. spätmittelalterlichen und frühneuzeitlichen historischen Ortskerns von Kalchreuth.                                                                      | D-5-6432-0010 |      |
| Kalchreuth (Standort)         | Freilandstation des Mesolithikums. | D-5-6432-0016 |      |
| Kalchreuth (Standort)         | Freilandstation des Mesolithikums. | D-5-6432-0017 |      |
| Kalchreuth (Standort)         | Freilandstation des Mesolithikums, Siedlung vorgeschichtlicher Zeitstellung, darunter des Neolithikums.                                                                                                  | D-5-6432-0018 |      |
| Kalchreuth (Standort)         | Freilandstation des Mesolithikums sowie Siedlung vorgeschichtlicher Zeitstellung, darunter des Neolithikums.                                                                                             | D-5-6432-0019 |      |
| Kalchreuth (Standort)         | Siedlung der Steinzeiten. | D-5-6432-0020 |      |
| Kalchreuth (Standort)         | Siedlung vorgeschichtlicher Zeitstellung. | D-5-6432-0021 |      |
| Kalchreuth (Standort)         | Freilandstation des Mesolithikums und Siedlung vorgeschichtlicher Zeitstellung, darunter des Neolithikums.                                                                                               | D-5-6432-0022 |      |
| Kalchreuth (Standort)         | Siedlung vorgeschichtlicher Zeitstellung, darunter der Steinzeiten. | D-5-6432-0023 |      |
| Kalchreuth (Standort)         | Siedlung vorgeschichtlicher Zeitstellung, darunter der Steinzeiten und der Urnenfelderzeit. | D-5-6432-0024 |      |
| Kalchreuth (Standort)         | Siedlung der Latènezeit. | D-5-6432-0025 |      |
| Kalchreuth (Standort)         | Siedlung vorgeschichtlicher Zeitstellung, darunter der Steinzeiten. | D-5-6432-0026 |      |
| Kalchreuth (Standort)         | Siedlung vorgeschichtlicher Zeitstellung. | D-5-6432-0028 |      |
| Kalchreuth (Standort)         | Siedlung der Hallstatt- und der Latènezeit. | D-5-6432-0029 |      |
| Kalchreuth (Standort)         | Siedlung vorgeschichtlicher Zeitstellung. | D-5-6432-0032 |      |
| Kalchreuth (Standort)         | Siedlung vorgeschichtlicher Zeitstellung. | D-5-6432-0033 |      |
| Kalchreuth (Standort)         | Station des Mesolithikums, Siedlung der Latènezeit. | D-5-6432-0034 |      |
| Kalchreuth (Standort)         | Station des Mesolithikums, Siedlung vorgeschichtlicher Zeitstellung. | D-5-6432-0036 |      |
| Kalchreuth (Standort)         | Siedlung der Urnenfelderzeit. | D-5-6432-0037 |      |
| Kalchreuth (Standort)         | Siedlung vorgeschichtlicher Zeitstellung. | D-5-6432-0038 |      |
| Kalchreuth (Standort)         | Siedlung vorgeschichtlicher Zeitstellung. | D-5-6432-0040 |      |
| Kalchreuth (Standort)         | Freilandstation des Mesolithikums und Siedlung der Metallzeiten. | D-5-6432-0041 |      |
| Kalchreuth (Standort)         | Siedlung vorgeschichtlicher Zeitstellung. | D-5-6432-0044 |      |
| Kalchreuth (Standort)         | Freilandstation des Mesolithikums sowie Siedlung vorgeschichtlicher Zeitstellung. | D-5-6432-0045 |      |
| Kalchreuth (Standort)         | Freilandstation des Mesolithikums und Siedlung des Neolithikums sowie der Urnenfelderzeit. | D-5-6432-0046 |      |
| Kalchreuth (Standort)         | Siedlung vorgeschichtlicher Zeitstellung. | D-5-6432-0047 |      |
| Kalchreuth (Standort)         | Siedlung vorgeschichtlicher Zeitstellung. | D-5-6432-0048 |      |
| Kalchreuth (Standort)         | Siedlung vorgeschichtlicher Zeitstellung. | D-5-6432-0049 |      |
| Kalchreuth (Standort)         | Siedlung des Neolithikums und der Metallzeiten. | D-5-6432-0061 |      |
| Dormitzer Forst (Standort)    | Bestattungsplatz vorgeschichtlicher Zeitstellung mit Grabhügeln. | D-5-6432-0076 |      |
| Kalchreuther Forst (Standort) | Bestattungsplatz vorgeschichtlicher Zeitstellung mit Grabhügeln mit Brandbestattungen der Urnenfelderzeit und Bestattungen der Hallstattzeit.                                                            | D-5-6432-0086 |      |
| Kalchreuth (Standort)         | Freilandstation des Mesolithikums. | D-5-6432-0165 |      |
| Kalchreuth (Standort)         | Mittelalterliche und frühneuzeitliche Befunde im Bereich des abgegangenen Hof- und Herrensitzes Wolfsfelden.                                                                                             | D-5-6432-0199 |      |
| Kalchreuth (Standort)         | Archäologische Befunde im Bereich des frühneuzeitlichen Herrensitzes Kalchreuth I und seiner spätmittelalterlichen Vorgängerbebauung.                                                                    | D-5-6432-0200 |      |
| Kalchreuth (Standort)         | Archäologische Befunde im Bereich des spätneuzeitlichen Herrensitzes Kalchreuth II und seiner spätmittelalterlichen und frühneuzeitlichen Vorgängerbauten.                                               | D-5-6432-0201 |      |
| Kalchreuth (Standort)         | Archäologische Befunde im Bereich des ehem. frühneuzeitlichen Herrensitzes Kalchreuth III. | D-5-6432-0202 |      |
| Kalchreuth (Standort)         | Spätmittelalterliche und frühneuzeitliche Befunde im Bereich der Evang.-Luth. Pfarrkirche St. Andreas und ihres Vorgängerbaus in Kalchreuth, einschließlich umfriedetem Kirchhof mit Körperbestattungen. | D-5-6432-0203 |      |
| Kalchreuth (Standort)         | Archäologische Befunde im Bereich des abgegangenen Herrensitzes in Rockenhof und seiner spätmittelalterlichen und frühneuzeitlichen Vorgängerbauten.                                                     | D-5-6432-0207 |      |
| Kalchreuth (Standort)         | Freilandstation des Mesolithikums sowie Siedlung des Neolithikums. | D-5-6432-0225 |      |